# Bischofia
Bischofia, rod drveća iz porodice filantusovki rasprostranjen od suptropske i tropske Azije do Pacifika. Postoje barem dvije priznate vrste. Bischofia racemosa W.C.Cheng & C.D.Chu ex Yi F.Duan & X.R.Wang, je možda sinonim.
Rod je smješten u vlastiti tribus.

## Vrste
1. Bischofia javanica Blume
2. Bischofia polycarpa (H.Lév.) Airy Shaw
3. Bischofia racemosa W.C.Cheng & C.D.Chu ex Yi F.Duan & X.R.Wang

## Sinonimi
- Stylodiscus Benn.; Pl. Jav. Rar. 133, t. 29 (1838)
- Microelus Wight & Arn.; Edinb. N. Phil. J. 14: 298 (1833)